# Komandorská kuchyně

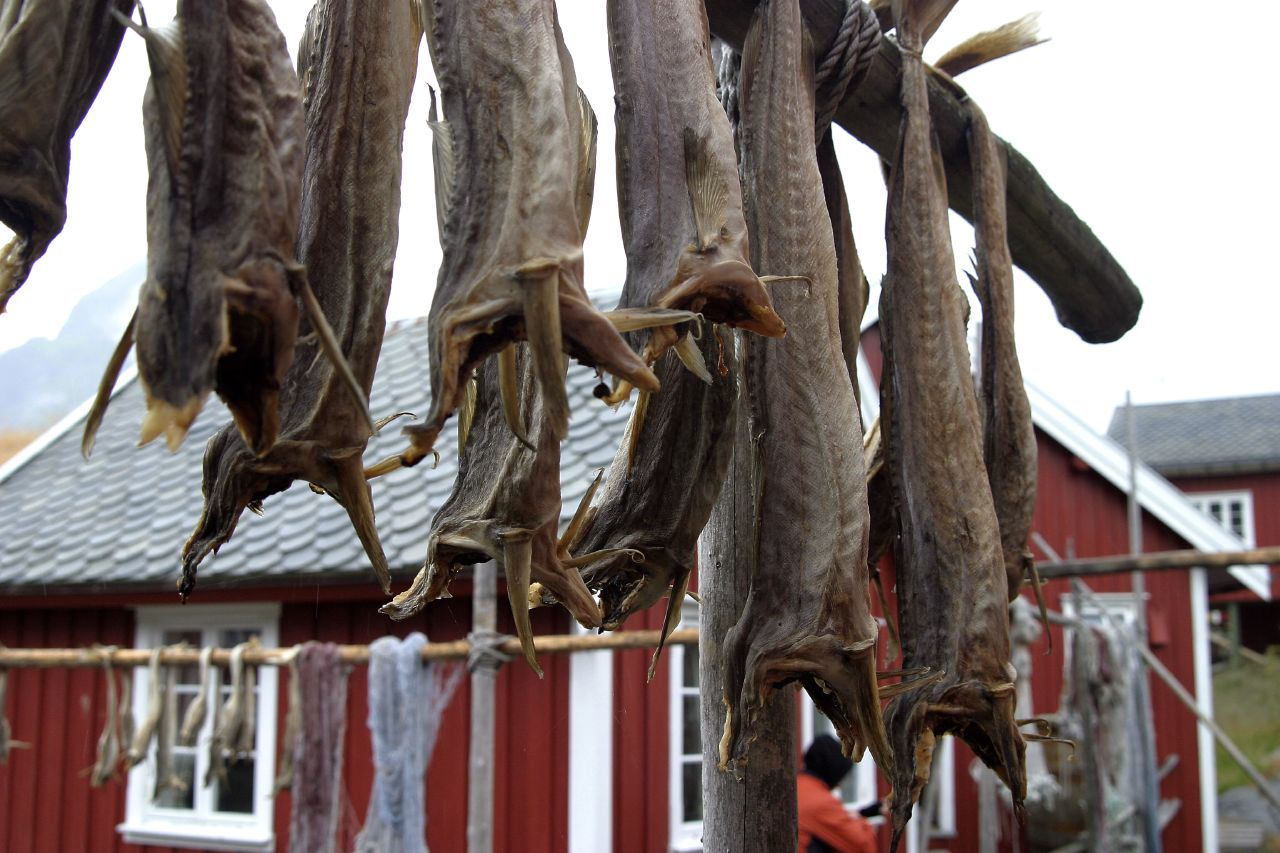
Jukola, sušená ryba

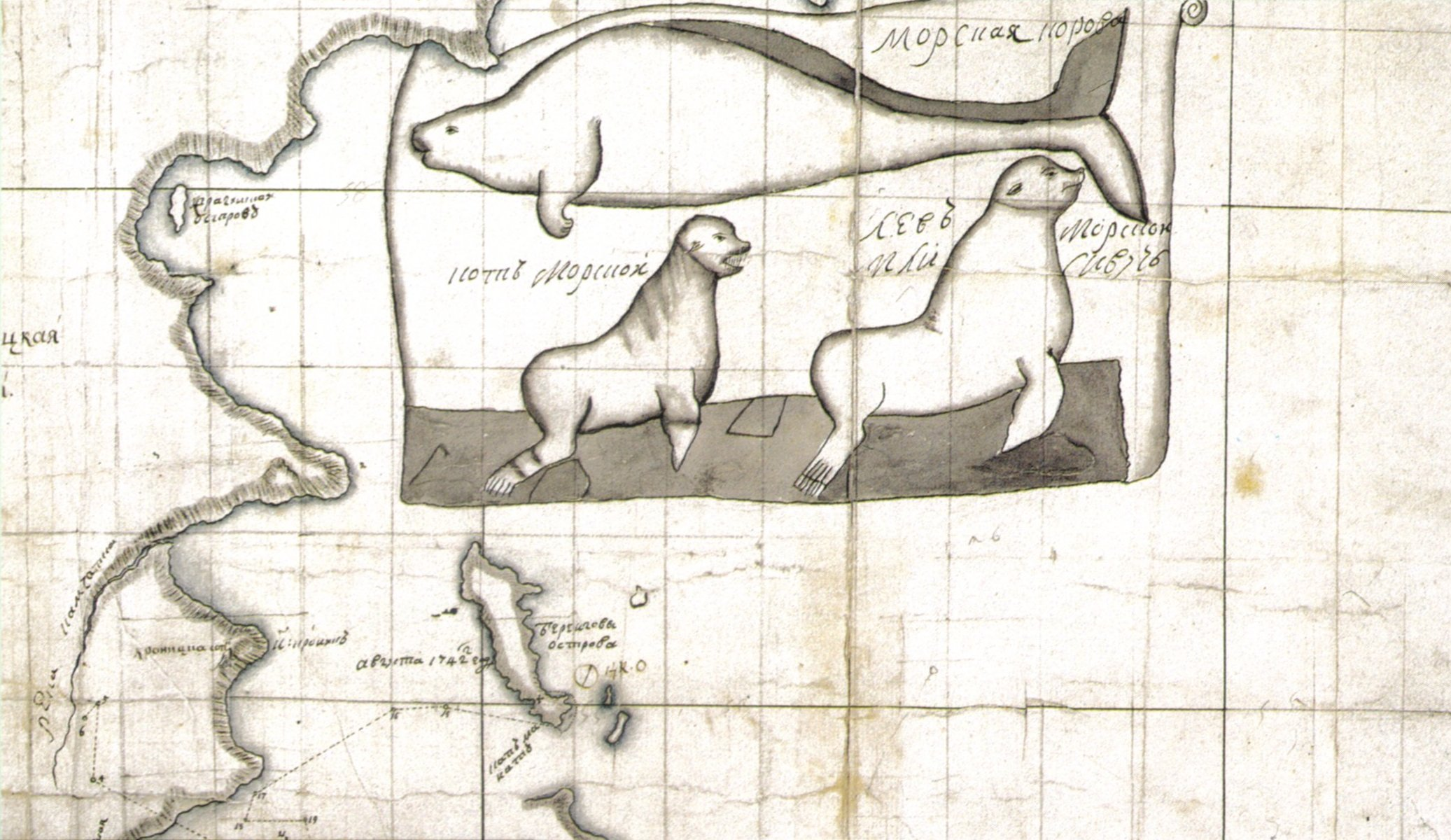
Detail jedné z prvních map východní Kamčatky a Komandorských ostrovů, která zobrazuje místní mořské savce, jeden ze základu tradičního jídelníčků.

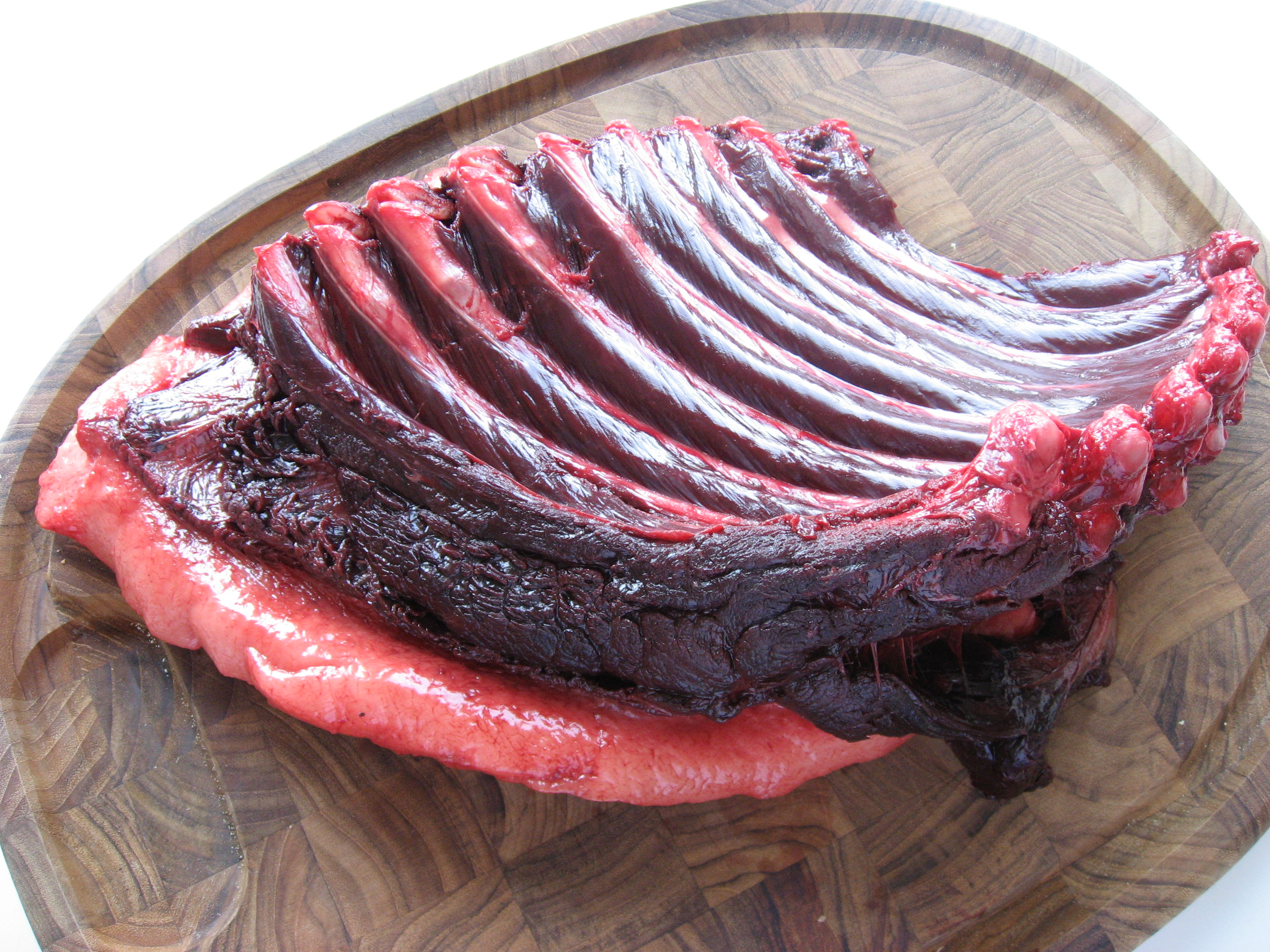
Tulení maso, které představuje tradiční jídlo obyvatel Komandorských ostrovů

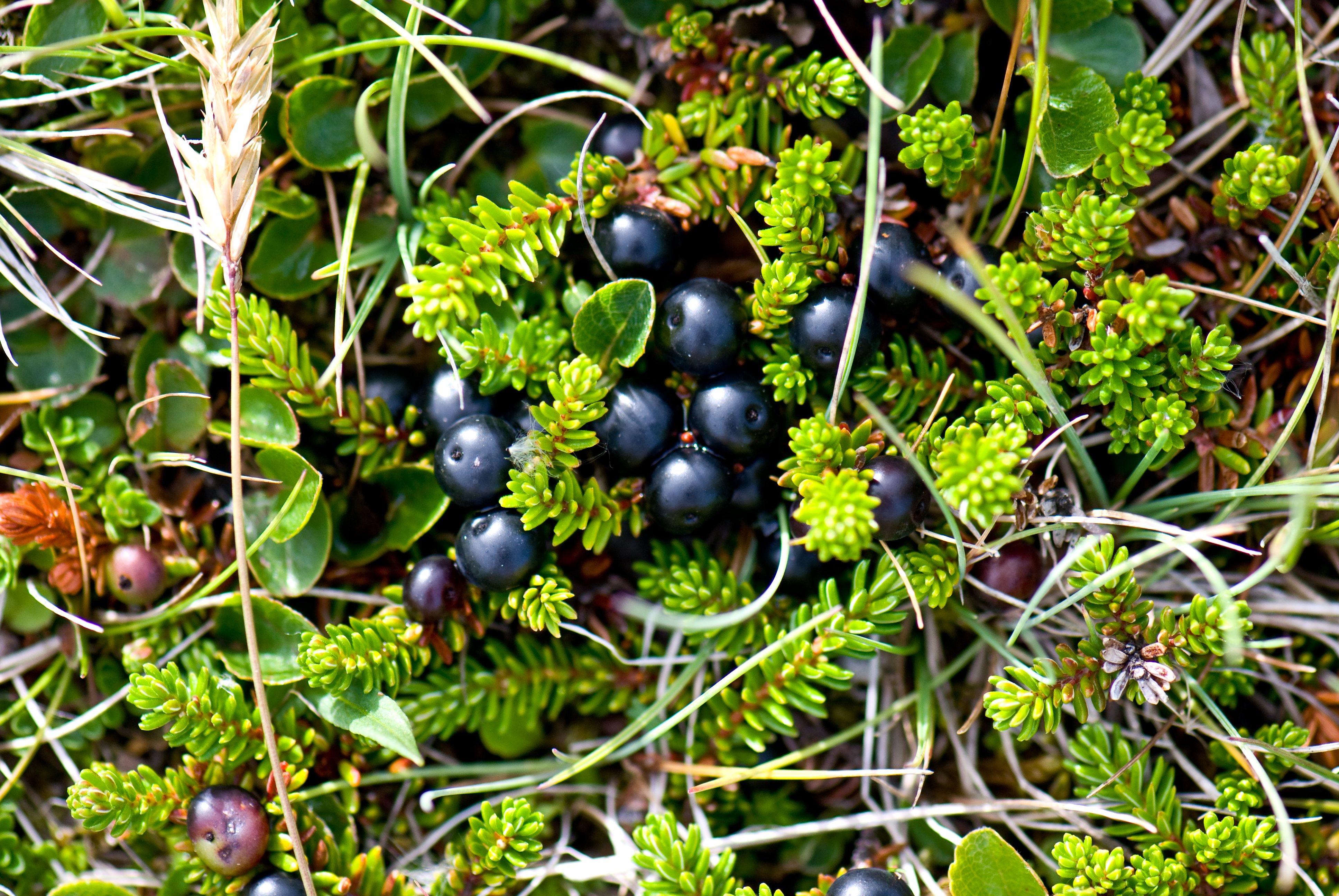
Šicha patří k místním, volně dostupným zdrojům potravy

Komandorská kuchyně (rusky Командорская кухня, Komandorskaja kuchňa), tedy kuchyně Komandorských ostrovů, v sobě mísí prvky tradiční ruské a aleutské kuchyně. Využívá zejména místní produkty jako jsou ryby, mořské plody a také mořští savci, zvěřina a divoké rostliny, jež tvořili základ už tradiční stravy Aleutů, a také pro Aleuty neznámé potraviny, jako je zelenina (brambory) či různé obilniny, které byly na tyto ostrovy přivezeny Rusy. 
Většina místních pokrmů je ruského původu, avšak některé, zejména pokrmy připravované z masa mořských savců, zvěřiny či mořských plodů, vykazují tradiční aleutský vliv. Zároveň je však nutné dodat že i současná aleutská kuchyně vykazuje velký vliv ruské kuchyně, což je dáno několik století trvajícím kontaktem mezi Rusy a všemi domorodými národy Sibiře a dálného východu, mezi které Aleuti patří.

## Ingredience
Na Komandorských ostrovech se hlavně konzumují ryby (také rybí kaviár). V zimě se lidé věnují mořskému rybolovu a proto se jedí hlavně mořské ryby, například tresky, lososi nebo platýsi.  Ze sladkovodních ryb, které se loví převážně v létě, se konzumuje nejčastěji siven. 
Kromě ryb se konzumují další dary moře - mořští korýši, plži, mořské řasy a také produkty z mořských savců, jako například tuleni (tuleň obecný) a lachtani (hlavně lachtan ušatý), kteří jsou tradičně loveni Aleuty. Dále je na ostrovech možnost lovit zvěř, jako jsou divocí sobi nebo různí ptáci (kachny, burňáci, alkovití)  a sbírat houby (hřiby, žampióny, lišky)
a bobule, například morušky, maliny nebo šicha. Mezi často využívané ingredience patří také zelenina, jako jsou brambory, cibule, česnek, kořenová zelenina a jiné.

## Jídla

### Ryby
- Jukola (rusky: юкола) - tenké usušené filety rybího masa (nejčastěji lososa).
- Rybí koláč (rusky: пирог рыбный, aleutsky: piruugax̂) - koláč naplněný směsí z rybího masa, cibule a rýže či brambor.
- Ryba v těstíčku (rusky: брюшко в кляре) - kousky ryby (pstruh, losos) smažené v těstíčku z mouky, vejce a mléka (popřípadě vody)
- Tresčí karbanátek (rusky: котлеты из трески) - karbanátek z mletého tresčího masa, cibule, koření a šťouchaných brambor.  [5]

### Mořští bezobratlí
- Čimigin (rusky: чимигин) - tradiční aleutské jídlo složené z vařených mořských plžů a korýšů. [5]

### Mořští savci
- Solené ploutve (rusky: соленые ласты, aleutsky: lustax̂) - lachtaní ploutve naložené ve slaném nálevu, které se popřípadě nechají zkvasit.
- Mundirach (rusky: мундирах) - tulení ploutve vařené s bramborami dochucené například česnekem, či hořčicí.
- Tači (rusky: тачи) - pečené maso z lachtaní lopatky ochucené česnekem, solí a pepřem.
- Aleutská tlačenka (rusky: сольтисон по алеутски) - vymytý tulení nebo lachtaní žaludek naplněný kousky sušených ryb, které se zalijí tulením nebo lachtaním tukem. [5]

### Ptáci
- Kachna pečená "v polních podmínkách" (rusky: утка в походных условиях) - vykuchaná kachna, naplněná brambory, kachními játry a srdcem, pečená pod ohněm rozpálenými kameny.
- Polévka z krve papuchalka - dnes už ne příliš časté tradiční aleutské jídlo připravené z krve papuchalka. [5]